# برهنگی در انظار عمومی در ایالات متحده آمریکا

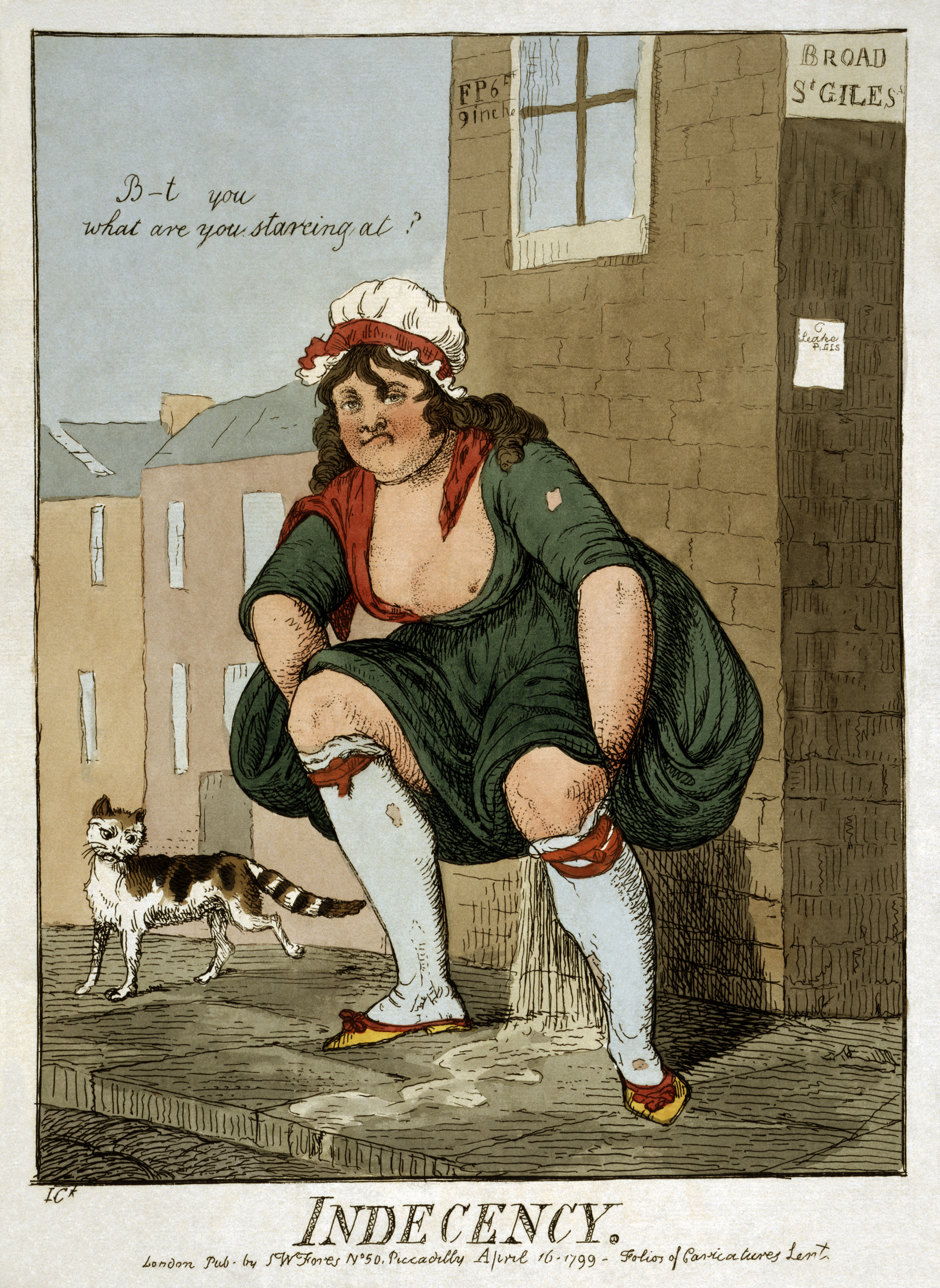
همان‌طور که در این کاریکاتور مربوط به سال ۱۷۹۹ نشان داده شده‌است؛ ادرار کردن در معرض دیدعموم گاهی به عنوان مصادیق بی‌نزاکتی در نظر گرفته می‌شود.

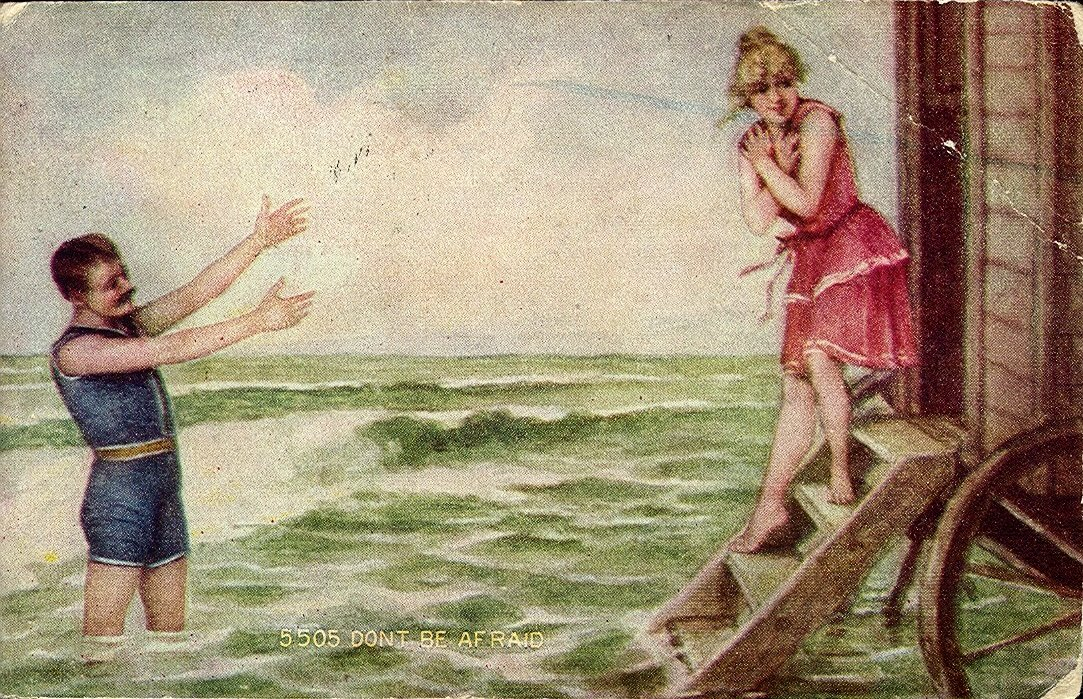
زن و مرد با پوشش مایو در سال ۱۹۱۰، زن در حال خروج از ایستگاه تعویض لباس

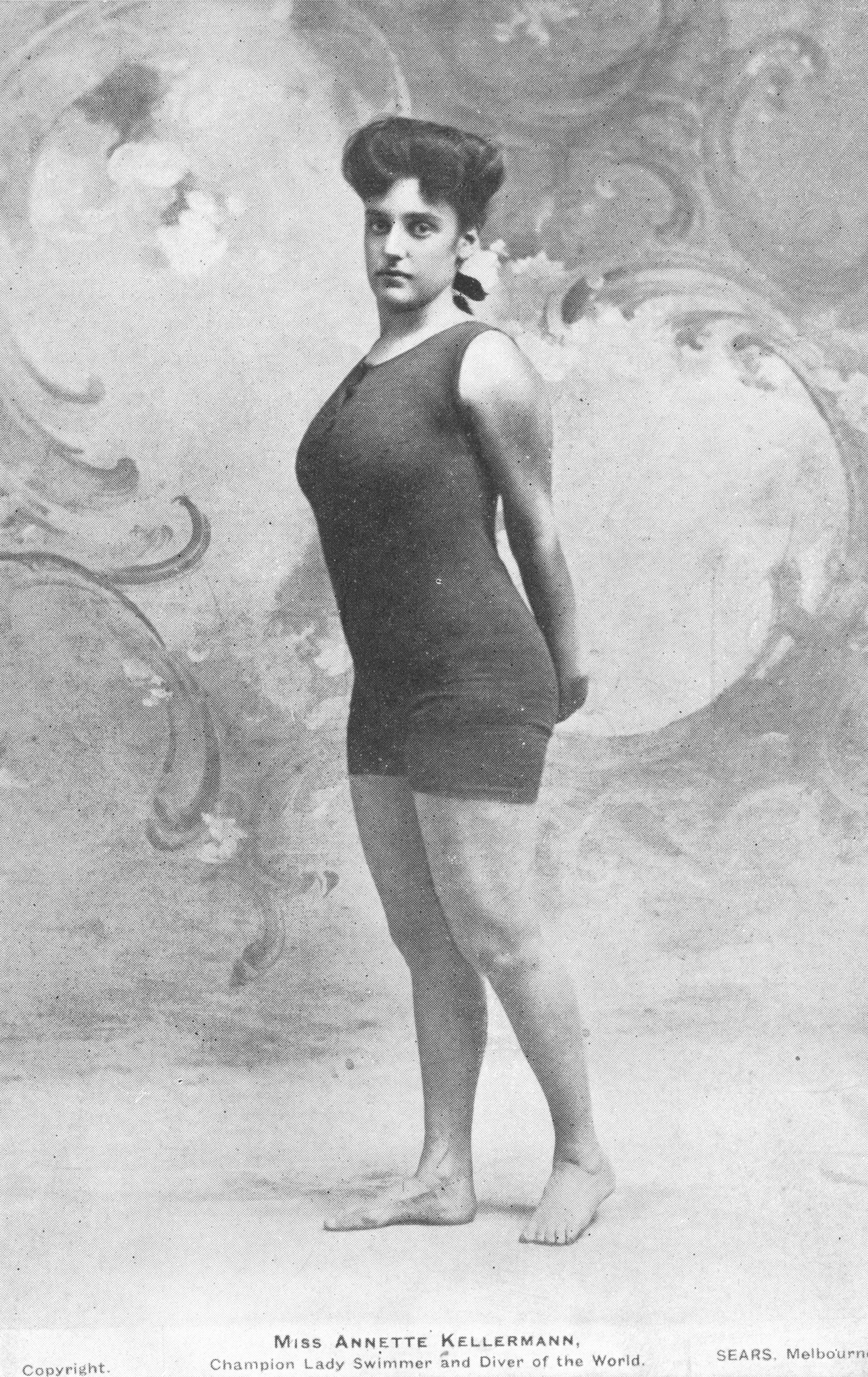
آنت کلرمن در اوایل ۱۹۰۰ در لباس شنا. وی به جرم بی‌نزاکتی عمومی دستگیر شد.

برهنگی در انظار عمومی در ایالات متحده آمریکا به رفتار انجام شده در مکان غیرخصوصی (در برخی از حوزه‌های قضایی) یا اماکن عمومی اشاره دارد که ماهیتاً زشت تلقی می‌شوند مانند برهنگی ناف، خود ارضایی یا مقاربت جنسی در انظار عمومی که غیرقانونی هستند.

## وضعیت حقوقی در ایالات متحده آمریکا

### تاریخچه
موضوع بدن‌نمایی یا نمایش تن برهنه در حضور مردم در این مقاله سال ۱۸۷۴ روزنامه ساکرامنتو دیلی یونیون آمده‌است:
مردی بی‌شرم در سن خوزه، کالیفرنیا مشاهده شد (۲ دسامبر ۱۸۷۴). طی چند روز گذشته یک ایتالیایی که حاضر نیست نام خود را بگوید عادت داشته که در تقاطع خیابان‌های چهارم و جولیان ایستاده و بدنش را به کودکان مدرسه‌ای نمایان کند. صبح امروز طی شکایت به پلیس سرکار کین و سرکار ونس (Keane and Vance) افسران این دستگاه مقدمات دستگیری او را آغاز کردند. حدود ساعت ۴ بعد از ظهر امروز، افسران او را دستگیر کردند…
در اوایل دهه ۱۹۰۰ در برخی از مناطق ایالات متحده آمریکا از زنان انتظار می‌رفت که هنگام شنا لباس سبز و شلوار گشاد تا مچ پا بپوشند. در سال ۱۹۰۷ آنت کلرمن یک شناگر استرالیایی برای پوشیدن لباس شنای یک تکه که نشان تجاری آن متعلق به خودش بود، در سواحل بوستون به جرم بی‌شرمی در مکان عمومی دستگیر شد. پس از اعتراض عمومی به بازداشت این پوشش در ۱۹۱۰ به سبک رایج و پذیرفته شده لباس شنا تبدیل شد.

### قوانین
در اکثر ایالت‌های ایالات متحده آمریکا، قانون دولتی، در معرض قرار گرفتن اندام تناسلی یا نوک پستان زن، در یک محل عمومی ممنوع است، در حالی‌که در ایالت‌های دیگر برهنگی ساده قانونی است اما اگر شواهد از قصد به ایجاد شوک، برانگیختن از لحاظ جنسی یا توهین به افراد دیگر حکایت کنند این کار ممنوع است. برای مثال در اکثر ایالت‌ها این کار یک جرم جنایی است که جریمه نقدی یا حبس و/یا ثبت شدن فرد به عنوان مجرم جنسی، الزامات و محدودیت‌های بعدی را به همراه خواهد داشت. در برخی از ایالت‌ها، دولت‌های محلی مجازند که مجموعه استانداردهای محلی را تدوین کنند.